# کبوتر آبی
کبوترهای آبی (نام علمی: Alectroenas) سرده‌ای از پرندگان خانواده کبوتران و بومی جزایری در غرب اقیانوس هند هستند.
در مقایسه با کبوترهای دیگر، کبوترهای آبی متوسط تا بزرگ، تنومند و دارای بال و دم نسبتاً بلند هستند. همه آنها یال‌های آزاد مشخصی روی سر و گردن دارند. استخوان ساق پا (تیبیوتارسوس) نسبتاً بلند و استخوان مچی‌کفی کوتاه است.